# Fábio Teruel
Fábio Eduardo de Oliveira Teruel, mais conhecido apenas como Fábio Teruel (Santa Bárbara D'Oeste, 22 de outubro de 1971) é um radialista, influenciador, escritor, cantor, evangelizador, publicitário e político brasileiro.

## Biografia
Nascido em Santa Bárbara d'Oeste, no interior de São Paulo, é filho do atual deputado estadual Ataíde Teruel (PODE) e de Maria Célia de Oliveira. Foi criado em Osasco. Começou desde cedo a trabalhar na rádio, seguindo os passos do pai. Passou pela Rádio Iguatemi de Osasco, Rádio América, Rádio Globo e Rádio Tupi. Hoje tem um programa na Tropical FM. Além do trabalho na rádio, dá palestras, realiza encontros religiosos e apresentações musicais como cantor. Fundou o projeto "Geração Esperança", que auxilia famílias carentes com alimentos e outros itens de necessidade básica. Também publicou vários livros de autoajuda. É casado com Ely Teruel, atualmente vereadora da cidade de São Paulo.
Em 2019 foi indicado para a presidência do Podemos em Barueri, gerando especulações de que poderia se candidatar para a prefeitura da cidade. No início de 2022 se filiou ao Movimento Democrático Brasileiro (MDB), em um projeto do partido com vistas à eleição de outubro. Nestas Teruel se candidatou e foi eleito como deputado federal por São Paulo, concorrendo pelo MDB e obtendo 235.157 votos, a terceira maior votação do partido em São Paulo e quarta a nível nacional. Seria o primeiro parlamentar nascido em Santa Bárbara d'Oeste na Câmara dos Deputados. Seu domicílio eleitoral, no entanto, é em Barueri, na zona oeste da Região Metropolitana de São Paulo.

### Trabalho como motivador
Teruel tem milhões de seguidores no Facebook, Instagram e é ativo em outras redes sociais, onde difunde mensagens de motivação e inspiracionais. Também ministra palestras e realiza apresentações como cantor. Afirma ter começado essas atividades após sofrer uma depressão motivada por uma crise financeira, e que teria encontrado um sentido para sua vida nelas. Nega ser um guru, rejeita o rótulo de coach e faz críticas aqueles que tentariam assumir responsabilidades que na sua visão são de profissionais como os psicólogos. Teruel é cristão e suas apresentações exibem elementos tanto de um culto religioso como de uma palestra motivacional e de shows musicais.